# Stephan Schad
Stephan Schad (ur. 13 maja 1983 w Lichtenfels) – niemiecki wioślarz.

## Osiągnięcia
- Mistrzostwa Świata – Linz 2008 – czwórka podwójna wagi lekkiej – 3  miejsce[1].